# Petroglyphen des mongolischen Altai

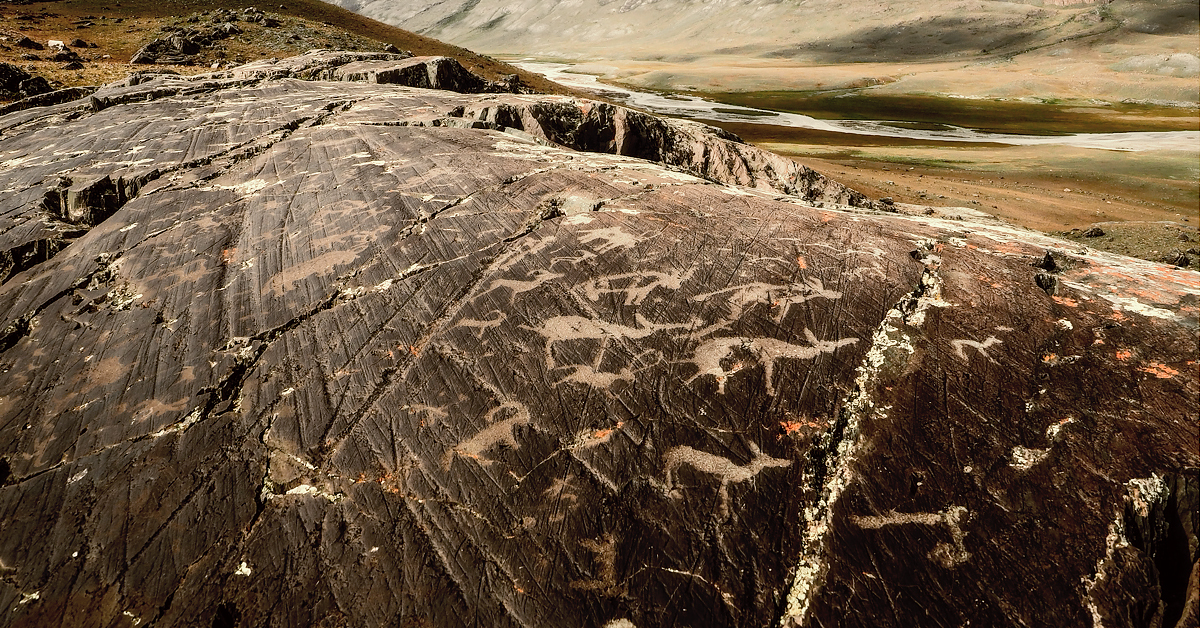
Petroglyphien-Komplexe des Altai, Mongolei.

Die Petroglyphen des mongolischen Altai (mongolisch Монгол Алтайн нурууны хадны зургийн цогцолбор, englisch Petroglyphic Complexes of the Mongolian Altai, Mongol Altain nuruuny chadny dsurgiin tsogtsolbor, wiss. Transliteration Mongol Altajn nuruuny chadny zurgijn cogcolbor, fr.: pétroglyphes de l’Altaï mongol) sind ein Ensemble von Felsbildern (Petroglyphen) und Bestattungs-Monumenten von drei archäologischen Stätten im Westen der Mongolei im halb-autonomen Aimag der Kasachen in der Provinz Bayan-Ölgii im Westen der Mongolei. Die Standorte liegen in den Bergen des Altai. Sie wurden 2011 in das UNESCO-Welterbe aufgenommen. Die Petroglyphen sind in einem Zeitraum von ca. 12.000 Jahren entstanden, von der frühesten vorgeschichtlichen Phase bis vor etwa 6.000 Jahren.

## Lage
Die drei Stätten liegen in hohen bergtälern, die durch die Gletscher im Verlauf des Pleistozän geformt wurden.:
- Die Flusstäler Tsagaan Salaa und Baga Oigor im Sum Ulaanchus[2];
- Das Hochtal von Tsagaan Gol (Shiviit Khairkhan, mongolisch Шивийт Хайрхан);
- Das Aral-Tolgoi-Tal (mongolisch Арал толгой), im Sum Tsengel (ᠴᠡᠩᠭᠡᠯ
ᠰᠤᠮᠤ, chenggel sumu, Цэнгэл сум).

## Chronologie
Die ältesten Felsbilder (ca. 9.000–4.000 v. Chr.) zeigen eine Kultur, die sich in einer Umwelt entwickelte, welche sich von einer Trockensteppe zu einer Waldsteppe wandelte, was die sesshafte Jagd auf Großwild begünstigte. Figuren aus dem Mittelholozän (von ca. 4000 bis 2000 v. Chr.) spiegeln die Rückkehr der Steppenvegetation in diesem Teil des Altai und das frühe Aufkommen nomadischer Weidewirtschaft wider. Figuren aus dem Spätholozän zeigen die Domestikation des Pferdes während der antiken Nomadenzeit und der Skythenzeit (1. Jahrtausend v. Chr.). Figuren aus dem 1. Jahrtausend n. Chr. zeugen von der Ausbreitung der Turkvölker in den Steppen (vom 7. bis zum 9. Jahrhundert).

## Darstellungen
Die Stätte im Tal von Tsagaan Gol zeigt Hirsch-Figuren im selben Stil der Hirschsteine.

## Bibliographie
- Esther Jacobson, Vladimir D. Kubarev et al.: Répertoire des pétroglyphes d’Asie centrale. Fasc. 6, Mongolie du Nord-Ouest, Tsagaan Salaa/Baga Oigor. Éditions de Boccard, Paris 2001. [Mémoires de la Mission archéologique française en Asie centrale, 5–6] ISBN 978-2-907431-13-2